# Saywa
Victoria Porras Quintanilla (Ayacucho, 18 de diciembre de 1967), más conocida como Saywa o Victoria de Ayacucho, es una cantante peruana de música folclórica. Cantautora de música andina contemporánea. Ella es madre de Damaris, cantante ganadora del premio Gaviota de Plata en el Festival de Viña del Mar de 2008, en que ambas conducen Miski Takiy.
En 2008 la municipalidad ayacuchana la consideró como patrimonio cultural de Huamanga.

## Biografía
Saywa proviene de una de las provincias más golpeadas del Perú (Ayacucho). Su familia era muy unida y muy sociable; su madre era ama de casa y su padre, fabricante de guitarras que se había mudado con toda su familia a un remoto pueblo de Huamanga y en ese "Rincón de los muertos" Saywa permaneció hasta que cumplió los catorce años de edad.  Allí aprendió el quechua y lo que significa jugar sin juguetes y a convivir con la pobreza más extrema.  Luego cuando ella era aún adolescente, la familia se mudó a Huancayo. A los 18 años de edad se convirtió en madre de una dulce niña que, tiempo después le traería muchas satisfacciones.
Los primeros pasos de Victoria de Ayacucho se remonta a cierto día en que ella se fue al mercado de Huancayo, buscó un traje de Huamanguina, lo encontró y se lo compró para luego, subirse a un escenario y cantar en una festividad muy popular de la zona de Millotingo.  Allí la ovacionaron en masa y la denominaron "Victoria de Ayacucho".  Poco tiempo después grabó su primer casete con ese nombre artístico en compañía de la Estudiantina del Perú del señor Cesar Anaya.  Pronto la capital comercial del Junín le fue quedando chica. "Llegue a mi techo, ya había cantado en todos los locales". Decidió que había llegado el momento de crecer artísticamente; así que emprendió el rumbo con miras a la capital.  Al llegar a Lima fue telonera de su ídolo musical de entonces, Martina Portocarrero; la cantante se quedó muy sorprendida por su calidez humana y su energía a la hora de cantar los temas.
Las canciones de sus primeros años fueron los típicos huaynos de denuncia social y de dolor: "No se podía cantar con alegría porque había mucho dolor y tristeza en Ayacucho por ese entonces".  Pero pasado el tiempo, ella no se encasilló en un solo tipo de música, así que dio un paso muy arriesgado que muy pocos se atreven a dar y comenzó a cantar canciones con temas muy diferentes al conocido canto de dolor ayacuchano.
Ya con tres discos grabados y muchos conciertos dados en Lima y en provincias, se cambió el nombre a "Saywa" en 1998, basado en la palabra de José María Arguedas. El nombre que en quechua quiere decir "Señal en el camino" y que, aunque al principio este cambio le causó no pocas desavenencias entre sus fieles seguidores, posteriormente, le traería muchas complacencias tanto en el Perú como en el extranjero. Por esa época decide lanzar un nuevo disco llamado: "Cartas de Carnaval", de temática más festiva, colorida y alegre en sus letras musicales.

## Discografía
Damaris y Saywa en vivo: Volver a mi tierra (2011)
- Volver a mi tierra - Saywa
- Pukllay - Damaris
- Nace el día - Damaris y Anthony Luján
- Tu grandeza - Saywa
- Poco a poco - Damaris y Jean Paul Strauss
- Vida - Damaris
- Toro Mata / En mi soledad - Damaris y Julie Freundt
- Kiwi - Saywa
- Punchuyall - Damaris y Saywa
- Alto Cielo - Damaris y Julie Freundt
- Mil Caminos - Damaris
- Mujer Enamorada - Saywa
- Tusuy Kusun - Damaris
- Wifala - Damaris, Saywa y Magaly Solier
- Tu silencio - Damaris y Saywa
- Putuschallay - Damaris, Saywa e invitados

## Videos
| - Siempre juntas: Damaris y Saywa (2008) - Illari - Saywa - Déjame Amarte - Damaris - Llegaste a mi - Saywa - Dame una Señal - Damaris - Vaso de Cristal - Saywa - Pukllay - Damaris - Mujer Enamorada - Saywa - Primer Amor - Damaris - Coca Akusqay - Saywa - Triste y Sola - Damaris - Wayllachas - Saywa - Dulce Ironía - Damaris - Chuta Chutay - Saywa - Imillitay - Damaris | - Damaris y Saywa en vivo: Volver a mi tierra (2011) - Volver a mi tierra - Saywa - Pukllay - Damaris - Te Quiero - Damaris y Anthony Luján - Agencia - Saywa - Poco a Poco - Damaris y Jean Paul Strauss - Tu Grandeza - Saywa - Tusuy Kusun - Damaris - Kiwi - Saywa y Luciano Quispe - Punchullay Y Parachaska - Damaris, Saywa y Luciano Quispe - Toro Mata / En Mi Soledad - Damaris y Julie Freundt - Mujer Enamorada - Saywa - Vida - Damaris - Quisiera Quererte - Saywa - Wifala - Damaris, Saywa y Magaly Solier - Tu Silencio - Damaris y Saywa - Mil Caminos - Damaris - Alto Cielo - Saywa y Julie Freundt - Putuschallay - Damaris, Saywa e Invitados |